# 12. poprawka do Konstytucji Stanów Zjednoczonych

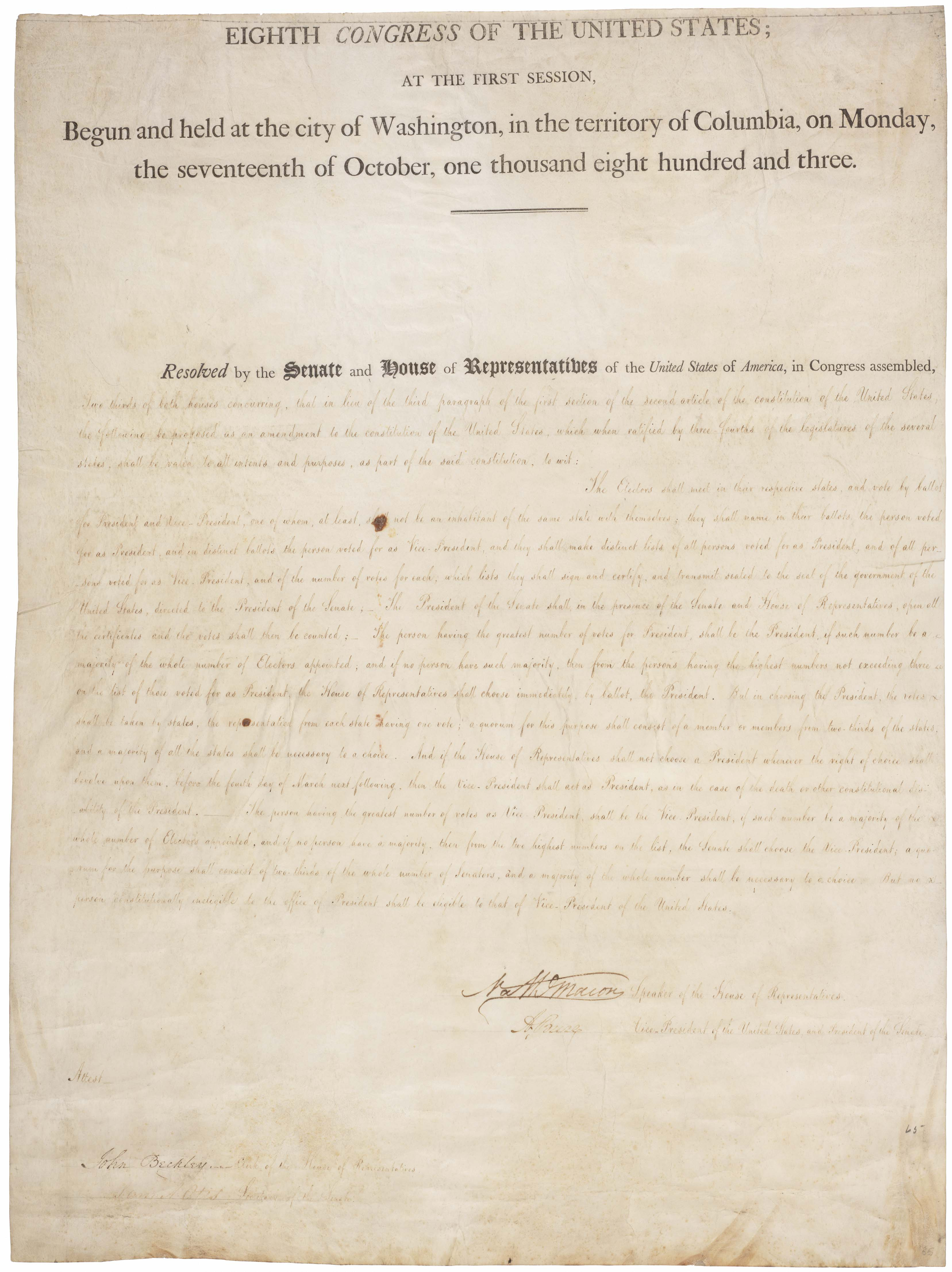
Oryginał 12. poprawki do Konstytucji Stanów Zjednoczonych

12. poprawka do Konstytucji Stanów Zjednoczonych dotyczy sposobu wyboru władzy wykonawczej. Została uchwalona przez Kongres Stanów Zjednoczonych 9 grudnia 1803 i weszła w życie 15 czerwca 1804 roku.
Poprawka zastąpiła dotychczas obowiązujący ustęp 3 sekcji 1 artykułu 2 konstytucji, dotyczący sposobu wyboru prezydenta i wiceprezydenta Stanów Zjednoczonych. W systemie obowiązującym przed wejściem w życie 12. poprawki osoby na te urzędy były wybierane przez Kolegium Elektorów Stanów Zjednoczonych, przy czym osoba, która otrzymała największą liczbę głosów, zostawała prezydentem, a osoba z drugą co do wielkości liczbą głosów – wiceprezydentem. Przebieg wyborów prezydenckich w 1796 i w 1800 roku obnażył słabość tego systemu, gdy osoby wybrane na pozycję prezydenta i wiceprezydenta reprezentowały przeciwne sobie środowiska polityczne. 
Poprawka została uchwalona w reakcji na tę sytuację. Zgodnie z systemem wprowadzonym przez 12. poprawkę do konstytucji prezydent i wiceprezydent są również wybierani przez Kolegium Elektorów, jednak ma to miejsce w dwóch odrębnych głosowaniach. Na stanowisko zostaje wybrana osoba, która osiągnęła największą liczbę głosów w danym głosowaniu. Pierwszymi wyborami prezydenckimi, w których obowiązywał ten system były wybory w 1804 roku. 

## Treść poprawki
W oryginale poprawka stanowi, że:

The Electors shall meet in their respective states, and vote by ballot for President and Vice-President, one of whom, at least, shall not be an inhabitant of the same state with themselves; they shall name in their ballots the person voted for as President, and in distinct ballots the person voted for as Vice-President, and they shall make distinct lists of all persons voted for as President, and all persons voted for as Vice-President and of the number of votes for each, which lists they shall sign and certify, and transmit sealed to the seat of the government of the United States, directed to the President of the Senate.
The President of the Senate shall, in the presence of the Senate and House of Representatives, open all the certificates and the votes shall then be counted.
The person having the greatest Number of votes for President, shall be the President, if such number be a majority of the whole number of Electors appointed; and if no person have such majority, then from the persons having the highest numbers not exceeding three on the list of those voted for as President, the House of Representatives shall choose immediately, by ballot, the President. But in choosing the President, the votes shall be taken by states, the representation from each state having one vote; a quorum for this purpose shall consist of a member or members from two-thirds of the states, and a majority of all the states shall be necessary to a choice. And if the House of Representatives shall not choose a President whenever the right of choice shall devolve upon them, before the fourth day of March next following, then the Vice-President shall act as President, as in the case of the death or other constitutional disability of the President.
The person having the greatest number of votes as Vice-President, shall be the Vice-President, if such number be a majority of the whole number of Electors appointed, and if no person have a majority, then from the two highest numbers on the list, the Senate shall choose the Vice-President; a quorum for the purpose shall consist of two-thirds of the whole number of Senators, and a majority of the whole number shall be necessary to a choice. But no person constitutionally ineligible to the office of President shall be eligible to that of Vice-President of the United States.

co można przetłumaczyć jako:

Elektorzy zbierają się w swoich stanach i głosują za pomocą kartek na prezydenta i wiceprezydenta, przy czym przynajmniej jeden z nich nie powinien być mieszkańcem tego stanu, co elektorzy; kandydatów na prezydenta i wiceprezydenta wymieniają na osobnych kartkach. Następnie sporządzają osobne listy, wymieniając na jednej z nich wszystkich kandydatów na prezydenta, a na drugiej wszystkich kandydatów na wiceprezydenta oraz liczbę głosów oddanych na każdego z nich, po czym podpisują i poświadczają listy oraz przesyłają pod pieczęcią do siedziby naczelnych władz Stanów Zjednoczonych na ręce prezydenta Senatu.
Prezydent Senatu otwiera wszystkie poświadczone listy w obecności Senatu i Izby Reprezentantów, po czym następuje obliczenie głosów.
Osoba, która uzyskała największą liczbę głosów, oddanych na prezydenta, zostaje prezydentem, jeżeli liczba ta przekracza połowę ogólnej liczby wyznaczonych elektorów; jeżeli nikt nie uzyskał takiej większości, Izba Reprezentantów niezwłocznie wybiera w głosowaniu za pomocą kartek prezydenta spośród trzech osób zamieszczonych na liście, które w głosowaniu na prezydenta uzyskały najwięcej głosów. Przy takim jednak wyborze prezydenta liczy się głosy stanami, a każdemu stanowi przysługuje jeden głos; quorum wynosi dwie trzecie stanów, z których każdy reprezentowany jest choćby przez jednego przedstawiciela, a dla wyboru trzeba uzyskać głosy ponad połowy stanów. Jeżeli zaś Izba, mając prawo wyboru, nie dokona go przed najbliższym 4 marca, urząd prezydenta przejmuje wiceprezydent, podobnie, jak w razie śmierci lub w innym przypadku niezdolności prezydenta, przewidzianym w konstytucji.
Osoba, która uzyskała największą liczbę głosów oddanych na wiceprezydenta, zostaje wiceprezydentem, jeżeli liczba ta jest większa od połowy ogólnej liczby wyznaczonych elektorów. Gdy nikt takiej większości nie uzyskał, wówczas wiceprezydenta wybiera Senat spośród dwu osób na liście, które uzyskały najwięcej głosów; quorum wynosi wówczas dwie trzecie ogółu senatorów, a dla wyboru trzeba uzyskać głosy ponad połowy ogółu senatorów. Na urząd wiceprezydenta nie może być jednak wybrana osoba, która w myśl konstytucji nie może być wybrana na urząd prezydenta Stanów Zjednoczonych.

Druga część trzeciego paragrafu 12. poprawki została zmieniona, gdy w życie weszła 20. poprawka do Konstytucji Stanów Zjednoczonych.

## Ratyfikacja[1]
Zgodnie z trybem ratyfikacji poprawek przewidzianym w piątym artykule Konstytucji Stanów Zjednoczonych poprawka weszła w życie wraz z ratyfikacją jej przez trzynaście stanów. Poprawka weszła w życie po ratyfikacji jej przez stan New Hampshire 15 czerwca 1804 roku. Już po wejściu w życie poprawka została jeszcze symbolicznie ratyfikowana przez Tennessee.
| #  | Stan                | Data ratyfikacji |
| -- | ------------------- | ---------------- |
| 1  | Karolina Północna   | 21 grudnia 1803  |
| 2  | Maryland            | 24 grudnia 1803  |
| 3  | Kentucky            | 27 grudnia 1803  |
| 4  | Ohio                | 30 grudnia 1803  |
| 5  | Pensylwania         | 5 stycznia 1804  |
| 6  | Vermont             | 30 stycznia 1804 |
| 7  | Wirginia            | 3 lutego 1804    |
| 8  | Nowy Jork           | 10 lutego 1804   |
| 9  | New Jersey          | 22 lutego 1804   |
| 10 | Rhode Island        | 12 marca 1804    |
| 11 | Karolina Południowa | 15 maja 1804     |
| 12 | Georgia             | 19 maja 1804     |
| 13 | New Hampshire       | 15 czerwca 1804  |
| 14 | Tennessee           | 17 lipca 1804    |

W procesie ratyfikacji, poprawka została odrzucona przez 3 stany: Delaware, Massachusetts i Connecticut.
| # | Stan          | Data odrzucenia       |
| - | ------------- | --------------------- |
| 1 | Delaware      | 18 stycznia 1804(dts) |
| 2 | Massachusetts | 3 lutego 1804(dts)    |
| 3 | Connecticut   | 10 maja 1804(dts)     |